# Marisol Argueta de Barillas

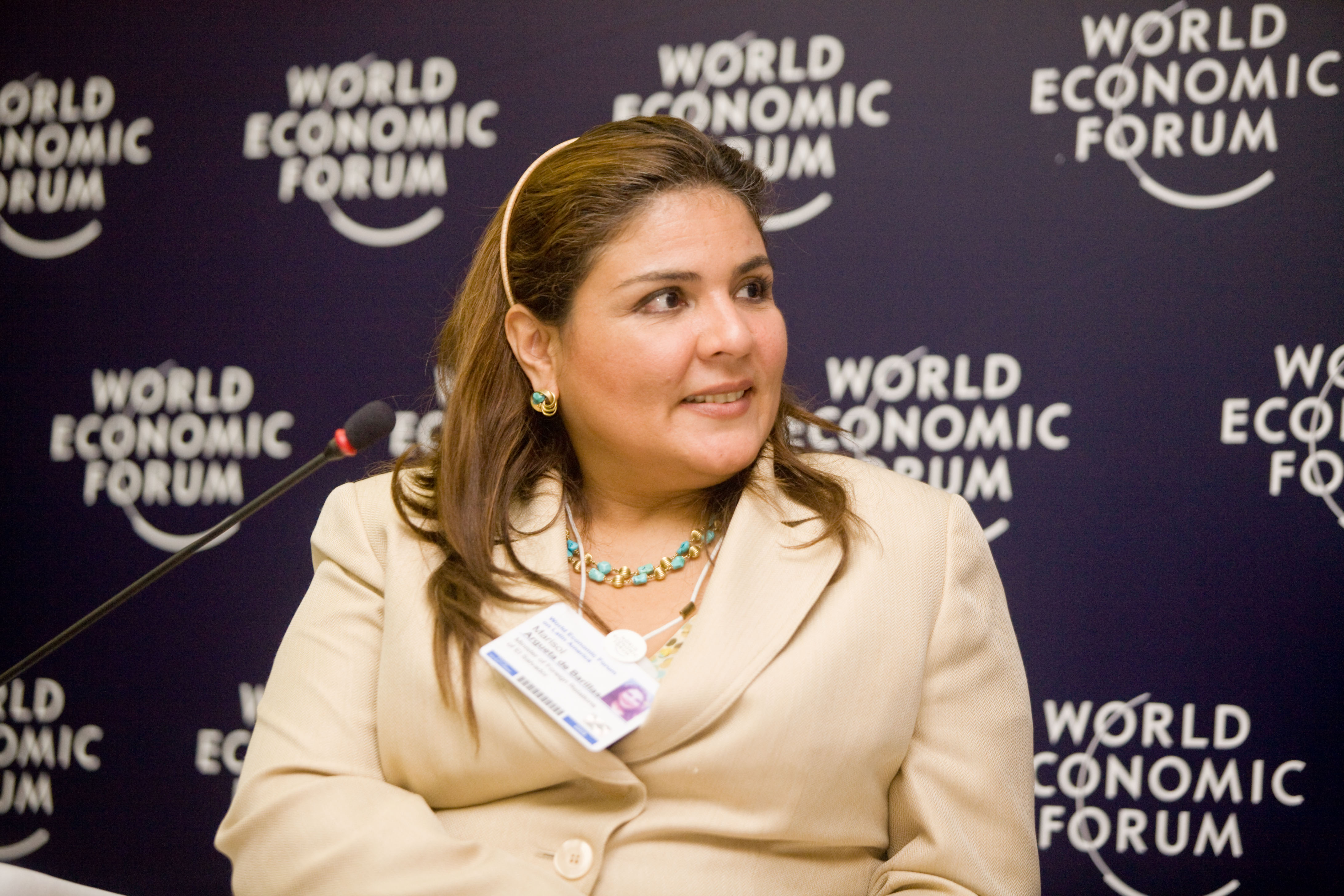
Marisol Argueta de Barillas beim Weltwirtschaftsforum für Lateinamerika 2009

Marisol Argueta de Barillas (* 6. April 1968) ist eine Politikerin der Alianza Republicana Nacionalista (ARENA) aus El Salvador.

## Leben
Marisol Argueta de Barillas absolvierte ein Studium der Rechtswissenschaften an der University of Oxford sowie der New York University und war als Rechtsanwältin tätig. Sie wurde am 16. Januar 2008  Außenministerin im Kabinett von Präsident Antonio Saca, nachdem der bisherige Außenminister Francisco Laínez am 15. Januar 2008 zurückgetreten war. Dieses Ministeramt bekleidete sie bis zum Amtsantritt von Präsident Mauricio Funes am 1. Juni 2009 und wurde dann durch Hugo Martínez abgelöst.